# San Martín (San Salvador)
San Martín è un comune del dipartimento di San Salvador, in El Salvador.